# Sankt Marienkirchen bei Schärding
Sankt Marienkirchen bei Schärding est une commune autrichienne du district de Schärding en Haute-Autriche. En 2017, la commune comptait 1826 habitants

## Géographie
La commune se trouve au nord-ouest du Land de Haute-Autriche dans le district de Shärding. A vol d'oiseau, elle se situe à 7,6 km au sud de Shärding et à 63 km a l'ouest de Linz.